# Dicastério para a Comunicação
O Dicastério para a Comunicação (em italiano:  Dicastero per la Comunicazione) é uma divisão (dicastério) da Cúria Romana com autoridade sobre todos os escritórios de comunicação da Santa Sé e do Estado da Cidade do Vaticano. Seus vários escritórios podem ser acessados através do site. Estes são o site do Papa e outros escritórios, como o Vatican News na internet (incluindo o antigo Vatican Media Center, que distribui segmentos para a televisão), a Assessoria de Imprensa da Santa Sé, L'Osservatore Romano, Serviço de Fotografia, Rádio do  it,  it e a Casa do Vaticano . O Pontifício Conselho para as Comunicações Sociais foi incluído neste novo Dicastério.
O Papa Francisco estabeleceu o Secretariado de Comunicação em junho de 2015, com o Monsenhor Dario Edoardo Viganò, ex-diretor do Centro de Televisão do Vaticano, como seu primeiro prefeito. Viganò renunciou em 21 de março de 2018, "uma semana após o mau uso de uma carta do papa Bento XVI aposentado provocou um clamor global".
Em 23 de junho de 2018, o Secretariado passou a se chamar Dicastério para Comunicação e, em 5 de julho de 2018, o Papa Francisco nomeou o jornalista leigo premiado Paolo Ruffini como prefeito. Ele foi o primeiro leigo nomeado para chefiar um dicastério do Vaticano. Dom Lucio Adrian Ruiz, ex-chefe do Serviço de Internet do Vaticano, é secretário. Paul Nusiner, ex -gerente geral da Avvenire é diretor geral.

## Membros
Em 13 de julho de 2016, o Papa Francisco nomeou os seguintes membros do dicastério:
- Patriarca Moran Mor Béchara Boutros Raï
- Cardeal John Njue
- Cardeal Chibly Langlois
- Cardeal Charles Maung Bo
- Cardeal Leonardo Sandri
- Cardeal Beniamino Stella
- Cardeal Marcello Semeraro
- Arcebispo Diarmuid Martin
- Arcebispo Gintaras Grušas
- Bispo Stanislas Lalanne
- Dom Pierre Nguyễn Văn Khảm
- Bispo Ginés Ramón García Beltrán
- Dom Nuno Brás da Silva Martins
- Kim Daniels
- Markus Schächter
- Leticia Soberón Mainero

Em 12 de abril de 2017, o Papa Francisco expandiu o Secretariado de Comunicação e nomeou 13 novos consultores:
- Jacquineau Azétsop, S.J.
- Fernando Giménez Barriocanal
- Ann Carter
- Dino Cataldo Dell'Accio
- Graham Ellis
- Peter Gonsalves
- José María La Porte

| - Ivan Maffeis - James Martin, S.J. - Paolo Peverini - Eric Salobir, O.P. - Michael Paul Unland - Michael Warsaw |

 Em 18 de dezembro de 2018, o Papa Francisco nomeou Andrea Tornielli como Diretora Editorial.
Em 4 de outubro de 2023, nomeou Américo Aguiar.